# Heart of Darkness (romance)
Heart of Darkness (O Coração das Trevas) é um romance escrito por Joseph Conrad. Antes da sua publicação em 1902, apareceu como uma série em três partes em 1899 na Blackwood's Magazine. É amplamente considerada como uma obra importante da literatura inglesa e parte do cânone ocidental. O romance fala de Charles Marlow, um inglês que obteve trabalho junto de uma companhia de comércio belga como capitão de um barco a vapor num rio africano. Embora Conrad não identifique o rio, no Estado Livre do Congo, a localização do grande e importante rio Congo era à época uma colônia propriedade privada do rei Leopoldo II da Bélgica. Marlow é contratado para transportar marfim rio abaixo. No entanto, a sua tarefa mais urgente é devolver Kurtz, um famoso comerciante de marfim, à civilização.
Conrad construiu uma narrativa simbólica com uma história dentro da própria história (narrativa moldura): Marlow conta a um grupo de amigos a bordo de um navio ancorado no estuário do Rio Tâmisa, desde o anoitecer até de madrugada, a sua aventura congolesa. A passagem do tempo e o céu escurecendo-se com o pôr-do-sol sobre Londres, enquadram a atmosfera densa e pesada da história dentro da história. A obra tem um caráter crítico e psicológico e, apesar de seu tamanho pequeno e fácil leitura em relação ao vocabulário, exige uma alta concentração do leitor por constituir uma narrativa simbólica e de rápidas conexões.
O livro inspirou o filme Apocalypse Now de Francis Ford Coppola. Enquanto o livro se passa em tempos mais remotos, o filme se situa na guerra do Vietnã, colocando o Sr. Kurtz como um coronel americano que se refugia na selva. Apesar das adaptações de roteiro, o filme consegue manter as críticas do livro, transportando-as à guerra.

## Contexto
O livro possuiu similaridades com a vida de Conrad. Oito anos e meio antes de escrevê-lo, o autor fora designado por uma companhia de comércio belga para trabalhar como capitão de um navio no Rio Congo. Na chegada à estação no Congo, ele descobre que o navio que iria comandar sofrera danos e necessitava de reparos. No dia seguinte, ele sobe o rio em outro navio, comandado por outra pessoa. Durante a jornada, o capitão adoece e Conrad assume o comando. Eles buscavam Georges-Antoine Klein, o agente da estação mais longínqua da companhia, que acaba morrendo na viagem de volta. O próprio Conrad fica muito doente e retorna à Europa antes de completar os três anos de contrato que havia assinado com a companhia.

## Enredo
A bordo do Nellie, ancorado no Tâmisa, perto de Gravesend, Inglaterra, Charles Marlow narra a seus colegas marinheiros os fatos que o levaram a se tornar capitão de um barco a vapor, a serviço de uma companhia de comércio de marfim.
Marlow inicia sua narrativa contando como conseguira o posto na companhia, através da ajuda e influência da tia que conhecia a esposa de um alto dirigente da Administração. Assim ele se torna comandante de um vapor, sendo-lhe atribuída a missão de resgatar um chefe de posto de comércio, conhecido por Sr. Kurtz. Ao narrar suas aventuras até encontrar sua embarcação, no Congo, Conrad faz uma crítica à falta de conectividade entre as regiões, à escravidão, ao aspecto burocrático e alheio dos comandantes, bem como à falta de informação por parte destes. Nesse processo, Marlow passa a ouvir muitos elogios ao Sr. Kurtz, considerado um ótimo chefe de posto, muito inteligente, sujeito brilhante. Marlow afirma, em dado ponto da narrativa, que, ao pensar em Kurtz, via apenas um nome e era incapaz de enxergar a pessoa por trás da lenda.
Para infortúnio de Marlow, ele descobre que, dois dias antes de sua chegada, um comandante improvisado havia recebido ordens  para subir o rio Congo com o barco, o qual afinal se chocara contra pedras do fundo do rio, naufragando. Sem outra alternativa, Marlow decide tentar consertar a embarcação e passa alguns meses fazendo isso. Em seguida,  parte rio acima, à procura de Kurtz, lidando com as dificuldades de navegação do rio, além dos problemas de operação do barco, já velho, deteriorado e com o motor defeituoso. É dessa forma que Marlow vai, lentamente,  adentrando o coração das trevas, em direção ao lendário, brilhante, mas agora louco Sr. Kurtz.

## Personagens
- Charles Marlow: O protagonista no romance. Marinheiro do Império Britânico durante o final do século XIX e início do século XX, durante o auge do imperialismo britânico.
- Sr. Kurtz: O personagem onde a história é centrada. Um comerciante de marfim na África e comandante de um posto de troca, ele monopoliza sua posição como um semideus entre os africanos nativos. Kurtz reúne-se com o protagonista do romance, Charles Marlow, que o devolve à costa via barco a vapor. Kurtz, cuja reputação o precede, impressiona Marlow fortemente e, durante a viagem de regresso é testemunha dos seus momentos finais.

## Recepção

### Crítica literária
O crítico literário Harold Bloom escreveu que Heart of Darkness foi analisado mais do que qualquer outra obra de literatura que é estudada em universidades e colégios, que atribuiu a "propensão exclusiva à ambiguidade" de Conrad. No entanto, não foi um grande sucesso durante a vida do autor. Quando foi publicado como volume único em 1902, com mais duas novelas, "Youth" e "The End of the Tether", recebeu comentários mínimos de críticos. F. R. Leavis, referiu-se a Heart of Darkness como uma "obra menor" e criticou a "insistência adjetiva sobre o mistério inefável e incompreensível". O próprio Conrad não considerou ser particularmente notável. Na década de 1960, porém, foi a atribuição padrão em muitas universidades e escolas secundárias em cursos de inglês.
Em King Leopold's Ghost (1998), Adam Hochschild escreveu que os estudiosos literários têm feito muito dos aspectos psicológicos de Heart of Darkness, enquanto prestando pouca atenção na recontagem precisa de Conrad do horror decorrente dos métodos e efeitos do colonialismo no Estado Livre do Congo. "Heart of Darkness é uma experiência ... empurrando um pouco (e apenas muito pouco) além dos fatos reais do caso." Outras críticas incluem Achebe on Conrad: Racism and Greatness in Heart of Darkness (1997) de Hugh Curtler.

### Estudos pós-coloniais

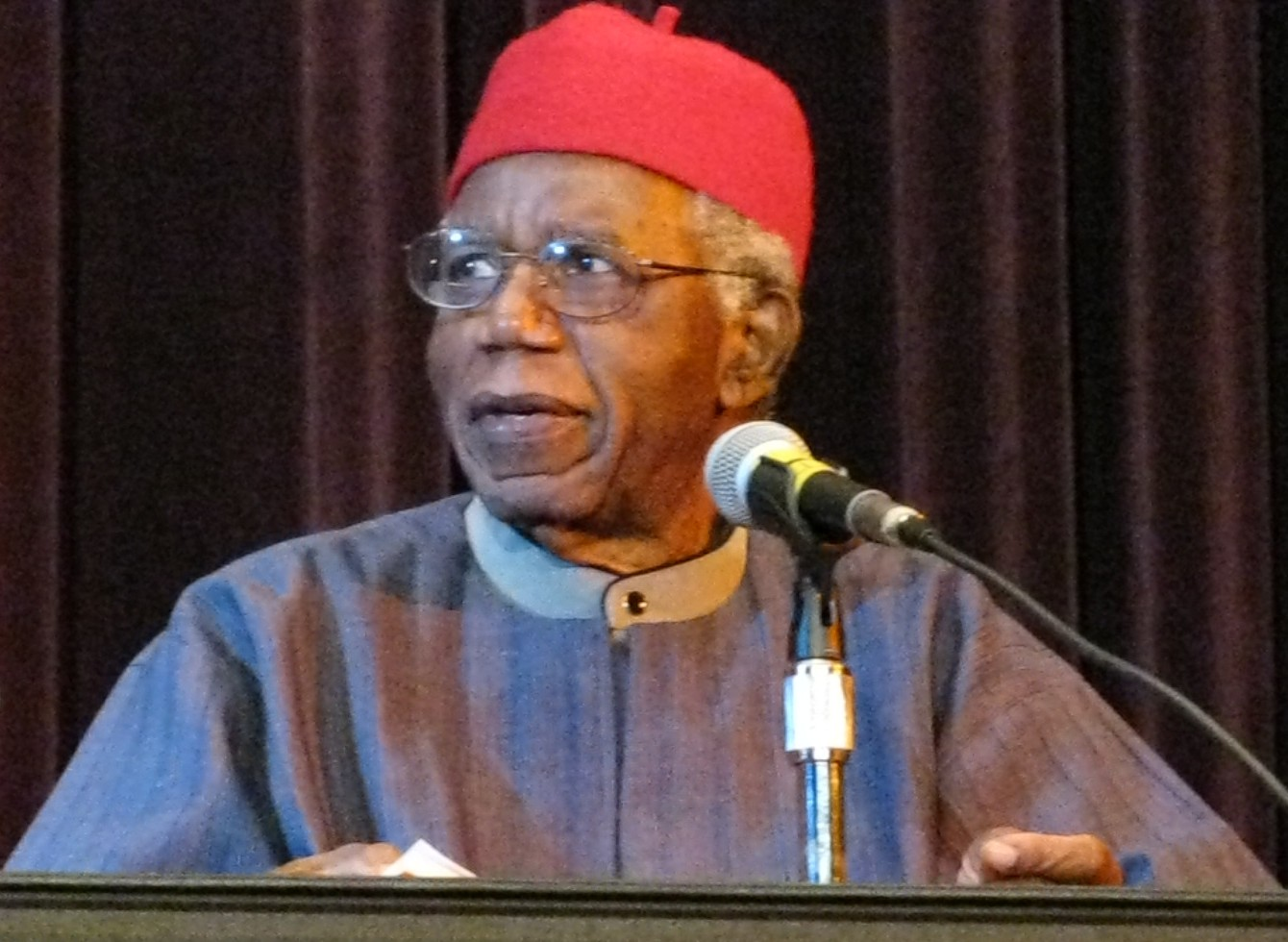
A palestra de Chinua Achebe sobre o livro em 1975 provocou décadas de debate.

Heart of Darkness é criticado em estudos pós-coloniais, particularmente pelo romancista nigeriano Chinua Achebe, que é considerado um "patriarca da novela africana". Em sua palestra pública "An Image of Africa: Racism in Conrad's Heart of Darkness" de 1975, descreveu a novela de Conrad como "um livro ofensivo e deplorável" que desumanizou os africanos. Argumentou que Conrad, a "cega ... com a xenofobia", incorretamente representando a África como a antítese da Europa e da civilização, ignorando as realizações artísticas do povo fang, que vivia na bacia do rio Congo, no momento da publicação do livro. Desde que a obra promoveu e continua a promover uma imagem preconceituosa da África que "despersonaliza uma parte da espécie humana", concluiu que não deve ser considerada uma grande obra de arte.
O zimbabuano Professor Dr. Rino Zhuwarara concordou amplamente com Achebe, porém considerou importante "sensibilizar para a forma como os povos de outras nações compreendem a África." Em 2003, o professor Dr. bechuano Peter Mwikisa concluiu que o livro era "a grande oportunidade perdida para descrever o diálogo entre África e Europa." Em 1983, o professor britânico Cedric Watts publicou um ensaio expressando indignação na sua percepção da crítica de Achebe: de que apenas os negros podem analisar com precisão e avaliar a novela. Stan Galloway escreve, numa comparação de Heart of Darkness com Jungle Tales of Tarzan", os habitantes [de ambas as obras], se antagonistas ou compatriotas, foram claramente imaginários e a intenção de representar uma cifra fictícia particular e não um povo africano em particular." O romancista Caryl Phillips, depois de uma entrevista em 2003, concluiu que "Achebe tem razão; para o leitor africano o preço da eloquente denúncia da colonização por Conrad é a reciclagem de noções racistas do continente 'negro' e dos seus povos. Aqueles dentre nós que não são da África podem estar dispostos a pagar esse preço, mas ele é demasiadamente elevado para Achebe."

## Adaptações e influência
Orson Welles adaptou e estrelou Heart of Darkness, em uma transmissão da CBS Radio em 6 de novembro de 1938, como parte de sua série, The Mercury Theatre on the Air. Em 1939, adaptou a história ao seu primeiro filme para a RKO Pictures, escrevendo um roteiro com John Houseman. O projeto nunca foi realizado. Welles esperava ainda produzir o filme quando ele apresentou outra adaptação de rádio da história como seu primeiro programa como produtor-estrela da série de rádio da CBS This Is My Best. Seu estudioso Bret Wood chamou a transmissão de 13 de março de 1945, de "a representação mais próxima do filme que Welles poderia ter feito, aleijada, é claro, pela ausência de elementos visuais da história (que foram tão meticulosamente projetados) e a duração de meia hora da transmissão."
Uma antologia de televisão da Playhouse 90 pela CBS foi ao ar com uma adaptação livre de 90 minutos em 1958. Esta versão, escrita por Stewart Stern, usa o encontro entre Marlow (Roddy McDowall) e Kurtz (Boris Karloff) como seu ato final, e adiciona uma história de fundo em que Marlow é o filho adotivo de Kurtz. O elenco inclui Inga Swenson e Eartha Kitt. A adaptação mais famosa do livro é a cinematografia de Francis Ford Coppola Apocalypse Now de 1979, que move a história do Congo para o Vietnã e no Camboja durante a Guerra do Vietnã. No filme, Martin Sheen interpreta o Capitão Benjamin L. Willard, um capitão do Exército dos Estados Unidos com a missão de "encerrar" o comando do coronel Walter E. Kurtz (Marlon Brando). No filme, Brando atua em um de seus papéis mais famosos. Um documentário de produção do filme, intitulado Hearts of Darkness: A Filmmaker's Apocalypse, expôs algumas das principais dificuldades que o diretor enfrentou ao produzir o filme até a sua conclusão. As dificuldades que Coppola e sua equipe enfrentaram espelhou alguns dos temas do livro. Em 1991, o autor e dramaturgo australiano Larry Buttrose escreveu e encenou uma produção teatral de Kurtz (baseado em Heart of Darkness), com a Crossroads Theatre Company, de Sydney. A história foi anunciada a ser transmitida como uma peça de rádio ao público australiano, em agosto de 2011 pela Vision Australia Radio, e também pela RPH – Radio Print Handicapped Network em toda a Austrália. Em 13 de março de 1993, foi ao ar pela TNT uma nova versão da história dirigida por Nicolas Roeg, estrelada por Tim Roth como Marlow e John Malkovich como Kurtz.
Em 2011, uma adaptação em ópera do compositor Tarik O'Regan e o libretista Tom Phillips foi estreada no Linbury Theatre da Royal Opera House, em Londres. Uma suite para orquestra e narrador foi posteriormente extrapolada a partir deste concerto.
Em 2012, o jogo de tiro em terceira pessoa, Spec Ops: The Line, mostra que se inspirou no livro para seu enredo, sendo considerado uma verão moderna de Coração das Trevas.
O livro também inspirou a banda britânica Iron Maiden em sua canção “The Edge Of Darkness” do álbum de 1995, “The X Factor”. Essa não é a única música do álbum inspirada em um grande clássico da literatura; “Sign Of The Cross” é inspirada na obra “O Nome da Rosa” de  Umberto Eco e “Lord Of The Flies” inspirada na obra homônima do ganhador do Premio Nobel de literatura de 1983, o também britânico William Golding.